# Jerome I. Friedman
Jerome Isaac Friedman, född 28 mars 1930 i Chicago, Illinois, är en amerikansk fysiker som mottog Nobelpriset i fysik 1990. Han delade priset med landsmannen Henry W. Kendall och kanadensaren Richard E. Taylor. De fick priset med motiveringen "för deras banbrytande undersökningar rörande starkt inelastisk spridning av elektroner mot protoner och bundna neutroner, vilka haft en avgörande betydelse för utvecklingen av kvarkmodellen inom partikelfysiken".
Friedman tog doktorsexamen vid universitetet i Chicago 1956. Efter att ha undervisat en tid vid Stanford, där han träffade Kendall och Taylor, flyttade han 1960 till Massachusetts Institute of Technology (MIT) där han blev professor i fysik 1967.
Friedman, Kendall och Taylor utförde tillsammans den forskning som gav upphov till Nobelpriset, vid Stanford Linear Accelerator Center (SLAC) vid Stanford i Kalifornien. I en serie experiment mellan 1967 och 1973 använde man partikelacceleratorer för att rikta en stråle av elektroner med hög energi mot protoner och neutroner. De fann att det sätt på vilket elektronerna spreds vid kollisionerna tydde på att både protoner och neutroner består av små elektriskt laddade partiklar. Efter hand stod det klart att dessa partiklar motsvarade de kvarkar som hade föreslagits 1964 av Murray Gell-Mann och George Zweig.